# دشتك (بشتكوه)
دشتك (بالفارسية: دشتک) هي منطقة سكنية تقع في إيران في البلدة المركزية. يقدر عدد سكانها بـ 4,142 نسمة .